# 24-Stunden-Rennen von Spa-Francorchamps 2014

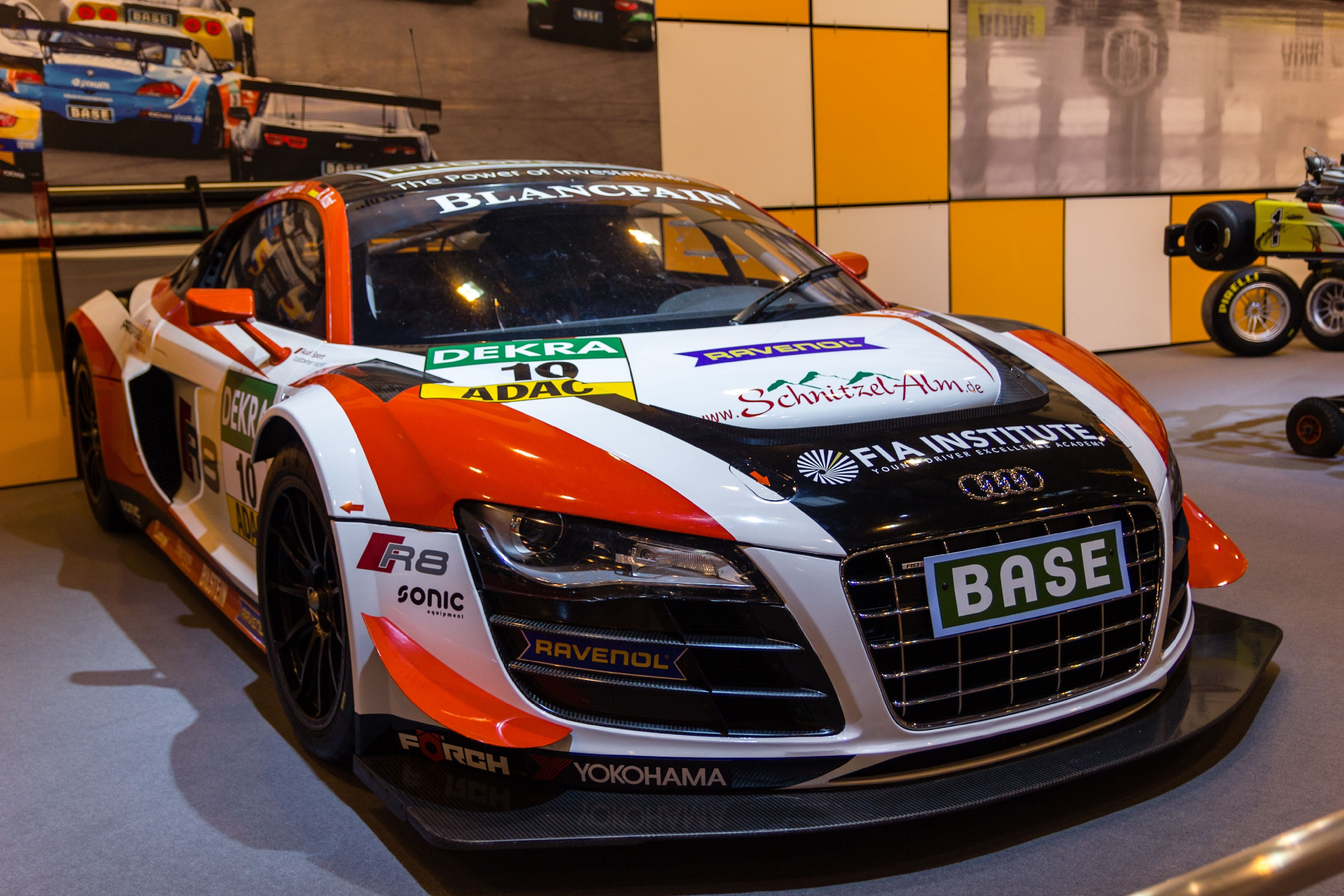
Siegerwagenmodell Audi R8 LMS ultra

Das 66. 24-Stunden-Rennen von Spa-Francorchamps, auch 2014 Total Spa 24 Hours, fand am 26. und 27. Juli 2014 auf dem Circuit de Spa-Francorchamps statt und war der vierte Wertungslauf der Blancpain GT Series dieses Jahres.

## Das Rennen
Schwere Unfälle prägten die 66. Ausgabe des 24-Stunden-Rennens von Spa. Nach knapp 90 Minuten Fahrzeit verlor der russische SMP-Pilot Viacheslav Maleev in der Eau Rouge die Herrschaft über den Ferrari 458 Italia GT3, als er links zu hart über die Randsteine fuhr und danach rechts in der Barriere einschlug. Maleev konnte dem Wrack unverletzt entsteigen. Es folgten Unfälle von Tim Mullen im McLaren MP4-12C GT3 (Blanchimot) und dessen Markenkollegen Karim Ojjeh (Radillion). Kaum war das Safety-Car nach dem Ojjeh-Unfall in die Boxengasse abgebogen, kam es in der Eau Rouge zu einer Massenkollision. Auslöser war ein Dreher des Ferrari-Fahrers Andrew Danyliw, in dessen Folge drei weitere Fahrzeuge verunfallten. 1 ½ Stunden lang fuhr das gesamte Feld hinter dem Safety-Car, bis alle Wracks abgeschleppt und die Barrieren repariert waren. Während hier alle Fahrer unverletzt blieben, ging die nächste Kollision nicht so glimpflich aus. Um 19 Uhr abends kollidierten Vadim Kogay und Marcus Mahy mit ihren Ferraris bei der Anfahrt zur Blanchimot. Kogay konnte sich selbst aus dem brennenden Ferrari befreien, aber Mahy benötige die Rettungskräfte, die den bewusstlosen und schwerverletzten Fahrer aus dem Wrack bargen.
Die Rennleitung brach das Rennen ab, das drei Stunden unterbrochen blieb. Sichtlich verärgert zitierte sie Teamchefs und Fahrer zu einer Aussprache, bei der sie, bei weiterem rücksichtslosen Fahren, dem jeweiligen Rennteam die sofortige Disqualifikation androhte. Mit ein Grund für die vielen Unfälle war wohl das mit 61 Fahrzeugen sehr große Starterfeld, das in Kombination mit dem schnellen Rundkurs einige Amateur- und Nachwuchsfahrer überforderte.
Nach der Freigabe beruhigte sich der Rennverlauf. Am Ende siegten Laurens Vanthoor, René Rast und Markus Winkelhock im Audi R8 LMS ultra, vor dem BMW Z4 GT3 von Lucas Luhr, Markus Palttala und Dirk Werner.

## Ergebnisse

### Schlussklassement
| 1           | Pro-Cup          | 1   | Belgian Audi Club Team WRT      | Laurens Vanthoor René Rast Markus Winkelhock                              | Audi R8 LMS ultra               | 527 |
| 2           | Pro-Cup          | 77  | BMW Sports Trophy Team Marc VDS | Lucas Luhr Markus Palttala Dirk Werner                                    | BMW Z4 GT3                      | 527 |
| 3           | Pro-Cup          | 3   | Belgian Audi Club Team WRT      | Frank Stippler Christopher Mies James Nash                                | Audi R8 LMS ultra               | 526 |
| 4           | Pro-Cup          | 26  | Saintéloc Racing                | Stéphane Ortelli Grégory Guilvert Edward Sandström                        | Audi R8 LMS ultra               | 525 |
| 5           | Pro-Cup          | 86  | HTP Motorsport                  | Maximilian Buhk Maximilian Götz Jazeman Jaafar                            | Mercedes-Benz SLS AMG GT3       | 523 |
| 6           | Pro-Am-Cup       | 53  | AF Corse                        | Niek Hommerson Louis Machiels Marco Cioci Andrea Bertolini                | Ferrari 458 Italia GT3          | 520 |
| 7           | Pro-Am-Cup       | 79  | Ecurie Ecosse                   | Oliver Bryant Andrew Smith Alasdair McCaig Alexander Sims                 | BMW Z4 GT3                      | 520 |
| 8           | Pro-Am-Cup       | 52  | AF Corse                        | Steve Wyatt Craig Lowndes Michele Rugolo Andrea Piccini                   | Ferrari 458 Italia GT3          | 519 |
| 9           | Pro-Cup          | 84  | HTP Motorsport                  | Harold Primat Nico Verdonck Bernd Schneider                               | Mercedes-Benz SLS AMG GT3       | 518 |
| 10          | Pro-Am-Cup       | 38  | Aston Martin Racing             | Richard Abra Mark Poole Joe Osborne Darren Turner                         | Aston Martin V12 Vantage GT3    | 517 |
| 11          | Pro-Cup          | 63  | Black Falcon                    | Mike Parisy Adam Christodoulou Yelmer Buurman                             | Mercedes-Benz SLS AMG GT3       | 517 |
| 12          | Pro-Cup          | 2   | Belgian Audi Club Team WRT      | André Lotterer Marcel Fässler Benoît Tréluyer                             | Audi R8 LMS ultra               | 516 |
| 13          | Pro-Cup          | 7   | M-Sport Bentley                 | Steven Kane Guy Smith Andrew Meyrick                                      | Bentley Continental GT3         | 516 |
| 14          | Pro-Cup          | 75  | ISR Racing                      | Filip Salaquarda Fabian Hamprecht Marc Basseng                            | Audi R8 LMS ultra               | 514 |
| 15          | Pro-Am-Cup       | 90  | Scuderia Villorba Corse         | Andrea Rizzoli Francesco Castellacci Stefano Gai Andrea Montermini        | Ferrari 458 Italia GT3          | 514 |
| 16          | Pro–Am-Cup       | 10  | TDS Racing                      | Eric Clément Benjamin Lariche Nicolas Armindo Olivier Pla                 | BMW Z4 GT3                      | 513 |
| 17          | Pro-Cup          | 8   | M-Sport Bentley                 | Jérôme D’Ambrosio Duncan Tappy Antoine Leclerc                            | Bentley Continental GT3         | 512 |
| 18          | Pro-Am-Cup       | 93  | Pro GT by Alméras               | Eric Dermont Franck Perera Marco Bonanomi Lucas Lasserre                  | Porsche 997 GT3 R               | 510 |
| 19          | Pro-Am-Cup       | 120 | SOFREV Auto Sport Promotion     | Christophe Bourret Pascal Gibon Jean-Philippe Belloc Julien Canal         | Ferrari 458 Italia GT3          | 509 |
| 20          | Pro-Am-Cup       | 4   | Belgian Audi Club Team WRT      | Jean-Luc Blanchemain Christian Kelders Fred Bouvy Vincent Radermecker     | Audi R8 LMS ultra               | 506 |
| 21          | Pro-Am-Cup       | 54  | AF Corse                        | Duncan Cameron Alex Mortimer Matt Griffin                                 | Ferrari 458 Italia GT3          | 504 |
| 22          | Pro-Am-Cup       | 116 | SOFREV Auto Sport Promotion     | Fabien Barthez Eric Debard Ludovic Badey Tristan Vautier                  | Ferrari 458 Italia GT3          | 503 |
| 23          | Pro-Am-Cup       | 17  | Insightracing with Flex-Box     | Dennis Andersen Martin Jensen Jason Yeomans                               | Ferrari 458 Italia GT3          | 502 |
| 24          | Gentleman-Trophy | 51  | AF Corse                        | Peter Ashley Mann Francisco Guedes Cédric Mézard Alexander Talkanitsa     | Ferrari 458 Italia GT3          | 502 |
| 25          | Pro-Am-Cup       | 80  | Nissan GT Academy Team RJN      | Florian Strauss Nick McMillen Alex Buncombe Wolfgang Reip                 | Nissan GT-R Nismo GT3           | 501 |
| 26          | Pro-Am-Cup       | 188 | Fach Auto Tech                  | Otto Klohs Swen Dolenc Philipp Frommenwiler Martin Ragginger              | Porsche 997 GT3 R               | 499 |
| 27          | Pro-Am-Cup       | 11  | Kessel Racing                   | Michał Broniszewski Alessandro Bonacini Marco Frezza Giacomo Piccini      | Ferrari 458 Italia GT3          | 498 |
| 28          | Gentleman-Trophy | 22  | Team Parker Racing              | Ian Loggie Julian Westwood Leo Machitski Carl Rosenblad                   | Audi R8 LMS ultra               | 497 |
| 29          | Gentleman-Trophy | 49  | AF Corse                        | Howard Blank Jean-Marc Bachelier Yannick Mallegol François Perrodo        | Ferrari 458 Italia GT3          | 497 |
| 30          | Gentleman-Trophy | 350 | Duqueine Engineering            | Leonardo Gorini Gilles Duqueine Paul Lanchere Philippe Colançon           | Ferrari 458 Italia GT3          | 493 |
| 31          | Gentleman-Trophy | 67  | GDL Motorsport                  | Nigel Fermer Keong Liam Lim Jean-Charles Perrin Gianluca de Lorenzi       | Mercedes-Benz SLS AMG GT3       | 492 |
| 32          | Gentleman-Trophy | 42  | Sport Garage                    | Gilles Vannelet Martin Van Hove Beniamino Caccia Lorenzo Bontempelli      | Ferrari 458 Italia GT3          | 491 |
| 33          | Gentleman-Trophy | 228 | Delahaye Racing                 | Pierre-Etienne Bordet Alexandre Viron Stéphane Lémeret Karim Al-Azhari    | Porsche 997 GT3 R               | 490 |
| 34          | Pro-Am-Cup       | 18  | Black Falcon                    | Vladimir Lunkin Richard Muscat Saud Turki Al Faisal Christian Bracke      | Mercedes-Benz SLS AMG GT3       | 489 |
| 35          | Pro-Am-Cup       | 43  | ROAL Motorsport                 | Stefano Comandini Eugenio Amos Stefano Colombo Michela Cerruti            | BMW Z4 GT3                      | 486 |
| 36          | Gentleman-Trophy | 41  | Sport Garage                    | Bernard Delhez George Cabannes Michael Albert Thierry Prignault           | Ferrari 458 Italia GT3          | 484 |
| 37          | Pro-Am-Cup       | 32  | Aston Martin Racing             | Stuart Leonard Paul Wilson Michael Meadows Pedro Lamy                     | Aston Martin V12 Vantage GT3    | 475 |
| 38          | Pro-Am-Cup       | 35  | Nissan GT Academy Team RJN      | Miguel Faísca Katsumasa Chiyo Masataka Yanagida Mark Shulzhitskiy         | Nissan GT-R Nismo GT3           | 462 |
| 39          | Gentleman-Trophy | 380 | Duqueine Engineering            | Phillipe Richard Phillipe Bourgeois Pierre Hirschi Marlène Broggi         | Ferrari 458 Italia GT3          | 456 |
| 40          | Pro-Am-Cup       | 16  | Boutsen Ginion                  | Shahan Sarkissian Alex Demirdjian Chris van der Drift Michael Schmetz     | McLaren MP4-12C GT3             | 438 |
| Ausgefallen |                  |     |                                 |                                                                           |                                 |     |
| 41          | Gentleman-Trophy | 25  | Saintéloc Racing                | Claude-Yves Gosselin Marc Rostan Jean-Paul Buffin Philippe Haezebrouck    | Audi R8 LMS ultra               | 323 |
| 42          | Pro-Am-Cup       | 96  | PGF-Kinfaun Aston Martin Racing | John Gaw Phil Dryburgh Paul White Tom Onslow-Cole                         | Aston Martin V12 Vantage GT3    | 307 |
| 43          | Pro-Am-Cup       | 12  | TDS Racing                      | Henry Hassid Pierre Thiriet Nicky Catsburg Jens Klingmann                 | BMW Z4 GT3                      | 303 |
| 44          | Pro-Cup          | 19  | Black Falcon                    | Abdulaziz Al Faisal Hubert Haupt Andreas Simonsen                         | Mercedes-Benz SLS AMG GT3       | 285 |
| 45          | Pro-Am-Cup       | 23  | Lago Racing                     | Roger Lago David Russell Steven Richards Steve Owen                       | Lamborghini Gallardo LP600+ GT3 | 255 |
| 46          | Pro-Am-Cup       | 14  | Emil Frey Racing                | Frédéric Barth Lorenz Frey Gabriele Gardel Jonathan Hirschi               | Emil Frey G3                    | 232 |
| 47          | Pro-Cup          | 44  | Oman Racing Team                | Ahmad Al Harthy Michael Caine Stephen Jelley                              | Aston Martin V12 Vantage GT3    | 225 |
| 48          | Pro-Cup          | 98  | ART Grand Prix                  | Grégoire Demoustier Nicolas Lapierre Álvaro Parente                       | McLaren MP4-12C GT3             | 214 |
| 49          | Pro-Am-Cup       | 82  | GT Russian Team                 | Aleksey Vasilyev Marko Asmer Kazim Vasiliauskas Florian Spengler          | McLaren MP4-12C GT3             | 181 |
| 50          | Pro-Cup          | 66  | BMW Sports Trophy Team Marc VDS | Maxime Martin Jörg Müller Augusto Farfus                                  | BMW Z4 GT3                      | 153 |
| 51          | Pro-Cup          | 99  | ART Grand Prix                  | Andy Souček Kevin Korjus Kévin Estre                                      | McLaren MP4-12C GT3             | 136 |
| 52          | Pro-Am-Cup       | 333 | GT Corse by Rinaldi             | Marco Seefried Vadim Kogay Rinat Salikhov Norbert Siedler                 | Ferrari 458 Italia GT3          | 87  |
| 53          | Gentleman-Trophy | 111 | Kessel Racing                   | Stephen Earle Freddy Kremer Marcus Mahy Liam Talbot                       | Ferrari 458 Italia GT3          | 75  |
| 54          | Pro-Cup          | 85  | HTP Motorsport                  | Sergey Afanasyev Stef Dusseldorp Xavier Maassen                           | Mercedes-Benz SLS AMG GT3       | 52  |
| 55          | Pro-Am-Cup       | 50  | AF Corse                        | Andrew Danyliw Simon Knap Andrea Sonvico Alessandro Pier Guidi            | Ferrari 458 Italia GT3          | 51  |
| 56          | Pro-Am-Cup       | 107 | Beechdean Aston Martin Racing   | Andrew Howard Daniel Lloyd Jonny Adam Stefan Mücke                        | Aston Martin V12 Vantage GT3    | 51  |
| 57          | Gentleman-Trophy | 458 | GT Corse by Rinaldi             | Alexander Mattschull Pierre Ehret Tim Müller Roger Grouwels               | Ferrari 458 Italia GT3          | 48  |
| 58          | Pro-Am-Cup       | 15  | Boutsen Ginion                  | Karim Ojjeh Olivier Grotz Frédéric Vervisch Giorgio Pantano               | McLaren MP4-12C GT3             | 46  |
| 59          | Pro-Cup          | 101 | Von Ryan Racing                 | Shane van Gisbergen Rob Bell Tim Mullen                                   | McLaren MP4-12C GT3             | 40  |
| 60          | Pro-Am-Cup       | 100 | SMP Racing Russian Bears        | Viacheslav Maleev Roman Mawlanow José Manuel Pérez-Aicart Daniel Zampieri | Ferrari 458 Italia GT3          | 37  |
| 61          | Pro-Am-Cup       | 150 | Wochenspiegel Team Manthey      | Georg Weiss Oliver Kainz Jochen Krumbach Christian Menzel                 | Porsche 997 GT3 R               | 13  |

### Nur in der Meldeliste
Zu diesem Rennen sind keine weiteren Meldungen bekannt.

### Klassensieger
| Klasse           | Fahrer            | Fahrer           | Fahrer            | Fahrer               | Fahrzeug               | Platzierung im Gesamtklassement |
| ---------------- | ----------------- | ---------------- | ----------------- | -------------------- | ---------------------- | ------------------------------- |
| Pro-Cup          | Laurens Vanthoor  | René Rast        | Markus Winkelhock |                      | Audi R8 LMS ultra      | Gesamtsieg                      |
| Pro-Am-Cup       | Niek Hommerson    | Louis Machiels   | Andrea Bertolini  | Marco Cioci          | Ferrari 458 Italia GT3 | Rang 6                          |
| Gentleman-Trophy | Peter Ashley Mann | Francisco Guedes | Cédric Mézard     | Alexander Talkanitsa | Ferrari 458 Italia GT3 | Rang 24                         |

### Renndaten
- Gemeldet: 61
- Gestartet: 61
- Gewertet: 40
- Rennklassen: 3
- Zuschauer: unbekannt
- Wetter am Renntag: warm und trocken
- Streckenlänge: 7,004 km
- Fahrzeit des Siegerteams: 24:00:42,485 Stunden
- Gesamtrunden des Siegerteams: 527
- Gesamtdistanz des Siegerteams: 3691,108 km
- Siegerschnitt: 153,700 km/h
- Pole Position: Laurens Vanthoor – Audi R8 LMS ultra (#1) – 2:18,710
- Schnellste Rennrunde: Bernd Schneider – Mercedes-Benz SLS AMG GT3 (#84) – 2:20,452 = 179,500 km/h
- Rennserie: 4. Lauf zur Blancpain GT Series 2014